# Cesare Rossi
Cesare Rossi (født 10. november 1904, død 11. november 1952) var en italiensk roer som deltog i OL 1928 i Amsterdam.
Rossi var med i den italienske firer uden styrmand, der deltog i OL 1928 i Amsterdam. Bådens øvrige besætning bestod af Paolo Gennari, Pietro Freschi og Umberto Bonadè. Der deltog seks både i konkurrencen, og italienerne vandt deres indledende heat og derpå kvartfinalen uden kamp. I semifinalen mødte de USA, der vandt med lidt over to sekunder og siden blev nummer to i finalen efter Storbritannien. Italien blev derpå nummer tre, da Storbritannien var oversidder i den anden semifinale.
Båden med Gennari, Rossi, Freschi og Bonadè vandt desuden EM-guld i 1929 og 1930.